# Robert von Molesme

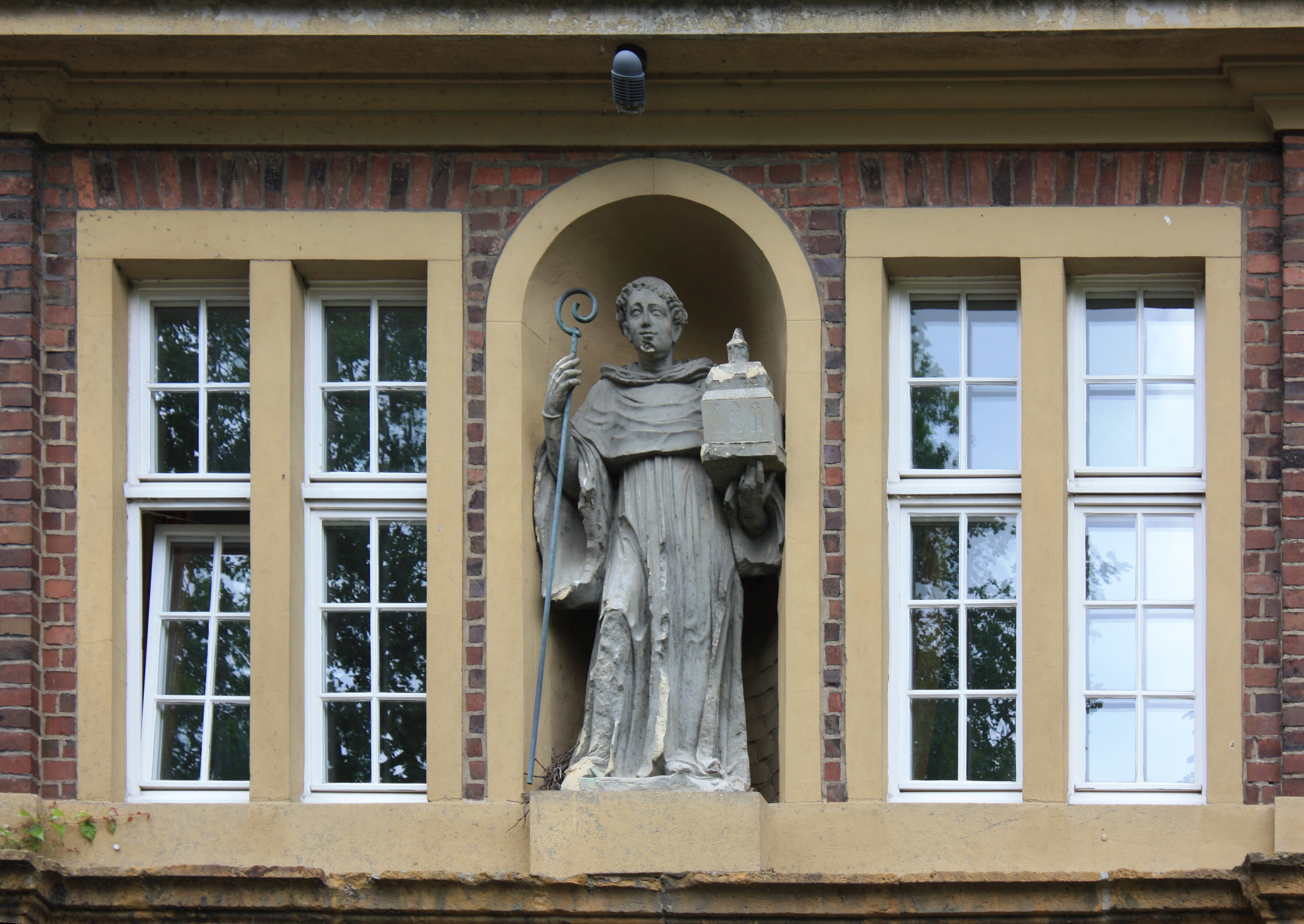
Statue des Robert von Molesme im Torhaus des Klosters Marienfeld, Innenseite

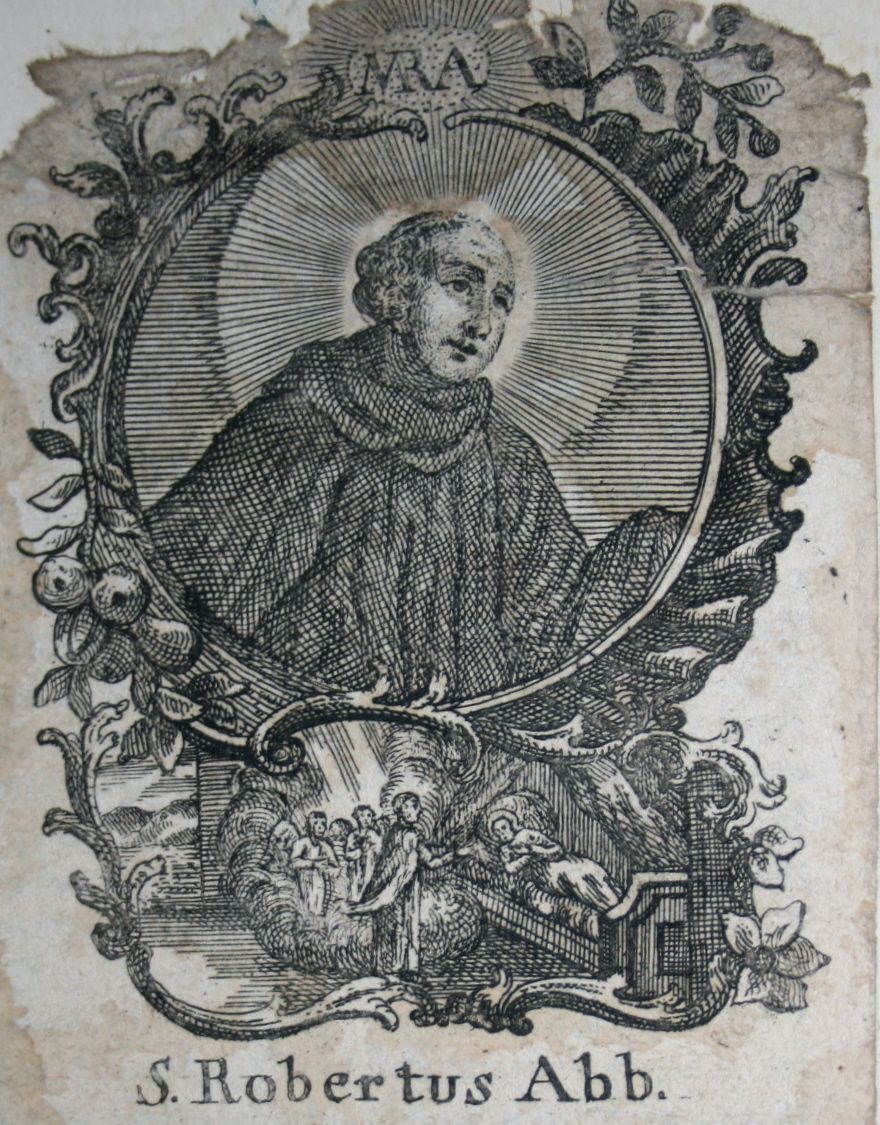
Eine barocke Darstellung von Robert von Molesme

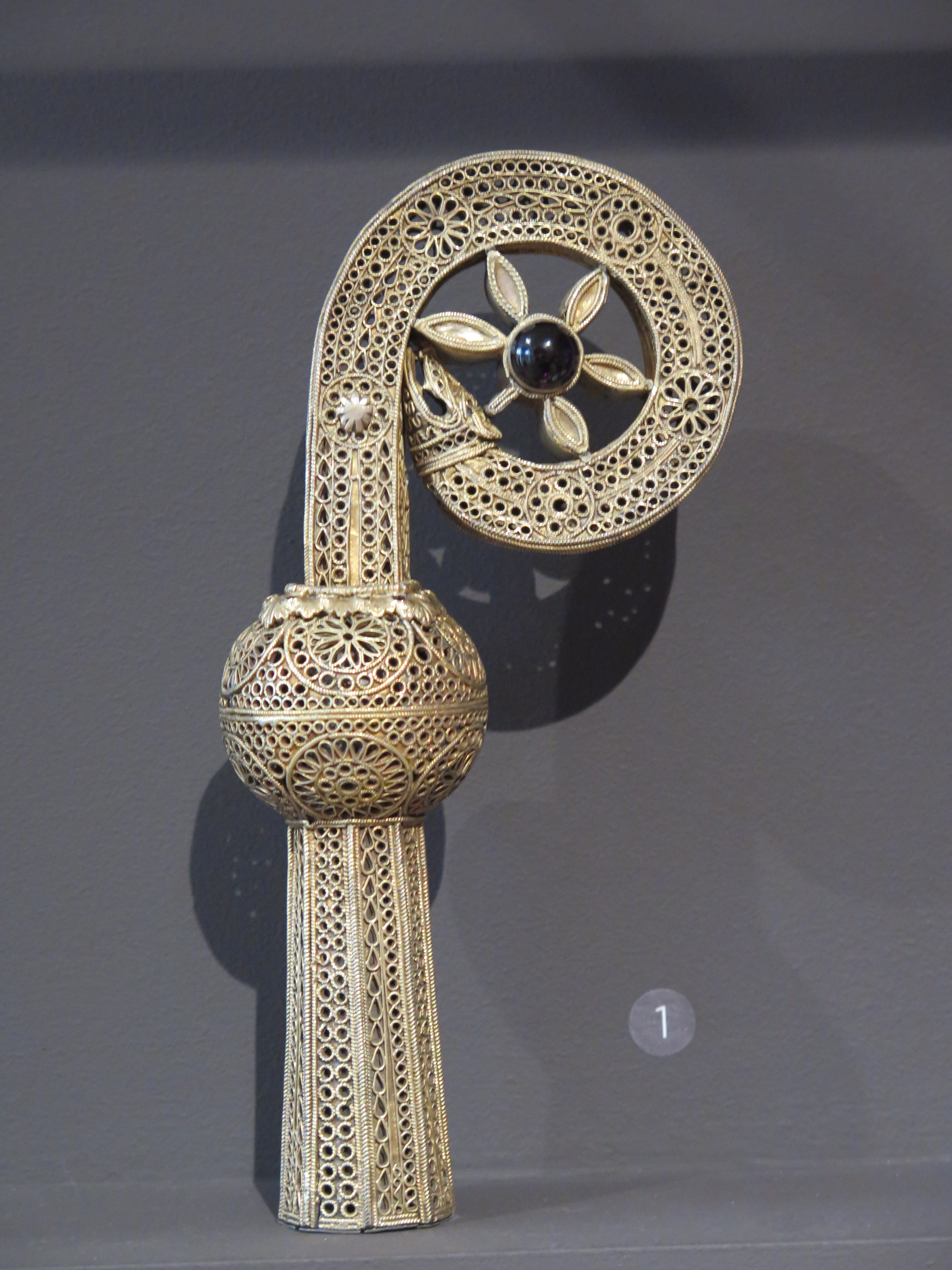
Krümme vom Bischofsstab des Robert de Molesme(?). Dijon, Musée des Beaux-Arts.

Robert von Molesme, auch Robert von Cîteaux genannt, (* um 1028 in der Champagne; † 17. April 1111 in Molesme) war Benediktiner-Abt, Ordensreformer, Gründerabt von Molesme und Cîteaux und Mitbegründer des Zisterzienserordens.

## Leben
Robert wurde um das Jahr 1029 geboren; er entstammte einer Adelsfamilie aus der Champagne. Im Alter von fünfzehn trat er in das Benediktinerkloster von Montier-la-Celle in der Nähe von Troyes ein, dort wurde er später Prior. Um 1070 wurde er schließlich zum Abt von Saint-Michel-de-Tonnerre in Grafschaft und Bistum Auxerre im Norden des Burgund ernannt. Die dortigen Mönche waren für ihre Laxheit bekannt und weigerten sich, seine Reformversuche anzunehmen. Infolgedessen kehrte Robert nach Montier-la-Celle zurück. 1072 wurde er zum Prior von Saint-Aiyoul ernannt.
Eine Gruppe von sieben Eremiten, die im Wald von Collan in der Nähe von Michel-de-Tonnerre lebten, wollten Robert dazu überreden, ihr Abt zu werden. Zwei von ihnen reisten deshalb nach Rom und holten von Papst Gregor VII. die Erlaubnis ein, Robert zu ihrem geistlichen Führer zu machen. 1074 führte Robert die Eremiten schließlich in das monastische Leben ein und gründete mit ihnen ein Jahr später, also 1075, das Kloster Molesme, ebenfalls im Norden des Burgund, nahe der Grenze zur Champagne. Das frühe Kloster befand sich im Wald und bestand aus Holzhütten und einer Kapelle, die der Heiligen Dreifaltigkeit geweiht war.
Bereits wenige Jahrzehnte später, 1098, gab es 35 von Molesme abhängige Priorate sowie einige Nonnenklöster, die sich mit dem Konvent identifizierten. Der gute Ruf brachte der Gemeinschaft von Molesme immer mehr Neuzugänge. Die Adeligen der Gegend waren großzügig in ihren Zuwendungen an das Kloster; die vielen Landschenkungen ließen es reich werden. Robert wurde zunehmend unzufrieden mit den Entwicklungen im Konvent und verließ das Kloster zweimal: Beide Male wurde er vom Papst zurückberufen.

## Cîteaux
1098 gelang es Robert schließlich, zusammen mit 21 Mitbrüdern Molesme zu verlassen. Renaud, Vicomte von Beaune, schenkte den Mönchen ein ödes Tal im Wald, wo sie schließlich das Kloster Cîteaux gründeten. Zentrale Personen rund um diese Gründung waren die beiden Mönche Stephan Harding und Alberich von Cîteaux. Wichtige Unterstützung bekam der neue Gründungskonvent vom Erzbischof von Lyon, der an Eudo, Herzog von Burgund, schrieb und diesen um Hilfe für die Mönche bat. Eudo finanzierte den Mönchen den bereits begonnenen Klosterbau, stattete sie mit den Notwendigkeiten des Lebens aus und schenkte ihnen Ländereien und Vieh. Der Bischof von Châlon ernannte Robert schließlich zum Abt des neuen Klosters.

### Rückkehr nach Molesme und Entstehung des Zisterzienserordens
Währenddessen vermissten die Mönche des zunehmend an Bedeutung verlierenden Klosters Molesme ihren ehemaligen Abt. Sie baten ihn daher, nach Molesme zurückzukehren. Sie versprachen, auch in Molesme nach der in Cîteaux gelebten Auslegung der Benediktsregel unter Roberts Führung zu leben. Eine Bischofssynode beschloss, dass Robert nach Molesme zurückkehren musste. Molesme stieg daraufhin zu einem wichtigen Zentrum des benediktinischen Lebens auf, während Cîteaux – unter der Führung von Alberich von Cîteaux und Stephan Harding – Keimstätte des Zisterzienserordens wurde.
Robert von Molesme starb am 17. April 1111. In der römisch-katholischen Kirche wird er als Heiliger verehrt: Papst Honorius III. sprach ihn 1222 heilig. Sein Gedenktag war zunächst der 17. April; ab 1224 der 29. April; seit 1965 wird er am 26. Januar zusammen mit Stephan Harding und Alberich von Cîteaux gefeiert.
Eine Lebensbeschreibung Roberts verfasste Guy, sein direkter Nachfolger als Abt von Molesme.